# Gabriel Oprea
Gabriel Oprea (ur. 1 stycznia 1961 w Fundulei) – rumuński wojskowy, polityk oraz prawnik, parlamentarzysta obu izb rumuńskiego parlamentu, minister, przewodniczący Narodowego Związku na rzecz Rozwoju Rumunii (UNPR), w 2015 dwukrotnie pełniący obowiązki premiera Rumunii.

## Życiorys
Ukończył w 1983 szkołę oficerską w Sybinie, a w 1990 studia prawnicze na Uniwersytecie w Bukareszcie. Służył w rumuńskich siłach zbrojnych, następnie w wojskowym wymiarze sprawiedliwości. W 2001 otrzymał nominację na pierwszy stopień generalski. Trzecią gwiazdkę generalską otrzymał już po przejściu w stan spoczynku.
Zajmował się również pracą dydaktyczną jako nauczyciel akademicki. Zajmował stanowiska sekretarza stanu w administracji publicznej (2001–2002) i prefekta (przedstawiciela administracji rządowej) w Bukareszcie (2002–2003). W 2003 wstąpił do Partii Socjaldemokratycznej, był m.in. wiceprzewodniczącym tego ugrupowania. W latach 2003–2004 w gabinecie Adriana Năstase pełnił funkcję ministra delegowanego ds. administracji publicznej. W 2004 i w 2008 z ramienia PSD uzyskiwał mandat posła do Izby Deputowanych. W rządach, którymi kierował Emil Boc, sprawował urzędy ministra administracji i spraw wewnętrznych (2008–2009) oraz ministra obrony narodowej (2009–2012). W resorcie tym pozostał w okresie, gdy przez kilka miesięcy w 2012 urząd premiera sprawował Mihai Răzvan Ungureanu.
W 2009 Gabriel Oprea opuścił PSD, w 2010 utworzył i stanął na czele Narodowego Związku na rzecz Rozwoju Rumunii. W 2012 z ramienia centrolewicowej koalicji został wybrany w skład Senatu. W tym samym roku premier Victor Ponta powierzył mu urząd wicepremiera, a w marcu 2014 również stanowisko ministra spraw wewnętrznych. Od 22 czerwca do 9 lipca 2015 czasowo kierował rumuńskim rządem, gdy Victor Ponta przebywał poza granicami kraju w związku z operacją kolana. Ponownie pełnił tę funkcję od 29 lipca do 10 sierpnia 2015. W listopadzie 2015, na kilka dni przed końcem funkcjonowania gabinetu, Gabriel Oprea odszedł z rządu.
W 2016 rumuńskie biuro antykorupcyjne DNA wszczęło dwa postępowania przeciwko politykowi związane z nadużyciami z okresu zajmowania stanowisk rządowych. W tym samym roku Gabriel Oprea zrezygnował z kierowania UNPR, zapowiadając wycofanie się z aktywności politycznej z końcem kadencji parlamentu.
W czerwcu 2018 Gabriel Oprea doprowadził do reaktywowania Narodowego Związku na rzecz Rozwoju Rumunii jako samodzielnego podmiotu, stając ponownie na czele tej formacji.

## Odznaczenia
- Kawaler Orderu Wiernej Służby (2000)[6]